# Blepephaeus nobuoi
Blepephaeus nobuoi är en skalbaggsart som beskrevs av Stefan von Breuning och Nobuo Ohbayashi 1966. Blepephaeus nobuoi ingår i släktet Blepephaeus och familjen långhorningar. Inga underarter finns listade.